# Memorandum della nazione slovacca
Il Memorandum della nazione slovacca (in slovacco: Memorandum národa slovenského) fu un documento programmatico dei costituzionalisti e delle personalità politiche e culturali slovacche presenti all'Adunata nazionale slovacca svoltasi il 6-7 giugno 1861 a Martin. L'autore del memorandum fu Štefan Marko Daxner. Fu presentato da una delegazione slovacca a Pest il 27 giugno dello stesso anno.
Il Memorandum della nazione slovacca è sostanzialmente una petizione che prevede disposizioni essenziali, ma anche minori. Tra le disposizioni minori:
- petizione per l'istituzione dell'Accademia di giurisprudenza;
- petizione per l'istituzione della cattedra di lingua e letteratura slovacca presso l'Università di Pest;
- petizione per l'istruzione scolastica in slovacco;
- petizione per la pubblicazione di riviste economiche slovacche;
- petizione per la creazione di società economiche slovacche.

Seguivano altre richieste simili che si possono sintetizzare con il concetto di autonomia dell'istruzione e della cultura.
La petizione più importante era per il riconoscimento di una specificità del territorio slovacco (Hornouhorské slovenské okolie) nella cosiddetta Alta Ungheria. Tuttavia, nessuna di queste petizioni menzionava neppure lontanamente una secessione della Slovacchia dall'Ungheria. Ciononostante la Dieta ungherese respinse in blocco il Memorandum della nazione slovacca. Di conseguenza non fu mantenuta la promessa del governatore contenuta del Diploma di ottobre di sviluppo nazionale, perché gli ungheresi non concessero nulla.
Il Memorandum della nazione slovacca si distingue dalle Petizioni del popolo slovacco (Žiadostí slovenského národa), che si sviluppavano su un piano politico (riconoscendo però gli Slovacchi come soggetto nazionale). Il Memorandum della nazione slovacca andò oltre con la petizione di una specificità del territorio slovacco. Segnò quindi il passaggio da petizioni politiche a petizioni costituzionali. La struttura interna del Territorio slovacco non era specificata nel Memorandum della nazione slovacca. Il Territorio slovacco si sarebbe potuto organizzare in un distretto. Nonostante ciò, la rappresentanza politica ungherese, anche dopo il rifiuto del Memorandum della nazione slovacca scatenò un'azione repressiva contro il Memorandum, costringendo il paese a prendere le distanze dal Memorandum.
I funzionari slovacchi elaborarono un nuovo programma nazionale, che presentarono al governo di Vienna. Questo secondo documento fu redatto nel 1861 e presentato il 12 dicembre 1861: va sotto il nome di Memorandum di Vienna.
Nel 2011, 150º anniversario del Memorandum della nazione slovacca, la Slovacchia ha emesso una moneta commemorativa d'argento del valore di 10 euro.